# نفيديا شادو بلاي
Nvidia Share (نفيديا شادو بلاي سابقًا) عبارة عن أداة تسجيل شاشة (تسجيل العاب وغيرها) تسريع الأجهزة لأجهزة الكمبيوتر التي تعمل بنظام ويتدوز باستخدام كروت جيفورس، التي صنعتها إنفيديا كجزء من برنامج GeForce Experience. يمكن تهيئته للتسجيل باستمرار بعد وقت، مما يتيح للمستخدم حفظ الفيديو بأثر رجعي. المشاركة مدعومة لأي بطاقة Nvidia GTX 600 أو أعلى. باستخدام هذه الاداة يمكن تعديل خيارات للتسجيل باستمرار، مما يسمح للمستخدم بحفظ الفيديو بجودة عالية دون التأثير على معدل الإطارات أثناء مرحلة التسجيل، كما يحدث مع باقي البرامج. يمكن استخدام ShadowPlay من خلال تنصيب برنامج GeForce Experience. بعد تنصيبه يمكنك من استخدام أداة ShadowPlay. يمكن لأداة ShadowPlay أن تسجل فيديوهات بدقة 4K على البطاقات الرسومية القادمة من معمارية ماكسويل، بينما على بطاقات معمارية كيبلير، فيمكن التسجيل على دقة 1600×2560.

## متطلبات التشغيل
- بطاقة GTX 650 أو ما هو أعلى من ذلك.
- ذاكرة رام بحجم 4GB.
- نظام تشغيل W7/W8.1/W10.
- تعريف 332.82 أو ما هو أعلى من ذلك.
- معالج مركزي Intel Core i3-2100 أو AMD Athlon II.

## روابط خارجية
- الموقع الرسمي